# Ван дер Мейн, Герман
Герман ван дер Мейн (нидерл. Herman van der Mijn, в Англии также Herman Vandermijn, 1684, Амстердам ― 1741, Лондон) — нидерландский художник эпохи «золотого века голландской живописи».

## Жизнь и творчество
Герман ван дер Мейн родился в семье столяра Андриса ван дер Мейна (1645—1708). Был учеником живописца Эрнста Стуверса. До 1712 года жил и работал в родном городе, в Амстердаме, затем переехал в Антверпен.
В 1713 году художник обосновался в Дюссельдорфе, где служит придворным живописцем у курфюрста Иоганна Вильгельма Пфальцского, скончавшегося в 1716 году. После смерти своего покровителя Герман ван дер Мейн вернулся в Антверпен, откуда затем уехал в Париж. Здесь ван дер Мейн сумел найти нового высокопоставленного ценителя своего искусства, им стал Филипп II де Бурбон, герцог Орлеанский. В 1721 году художник получил приглашение работать а Англии и уезжает в Лондон. В столице Британии ван дер Мейн стал руководителем крупной художественной мастерской, занимавшейся преимущественно портретной живописью малого формата, принесшей ему известность. Несмотря на удачно складывающуюся карьеру, финансовое положение художника зачастую было бедственным. Этому способствовало как большое семейство мастера, так и достаточно его экстравагантный, богемный образ жизни.
Чтобы избежать грозившего ему в Англии тюремного заключения за долги, ван дер Мейн в 1736 году бежал из Англии в Нидерланды. Здесь он работал художником при дворе штатгальтера Нидерландов Вильгельма IV Оранского-Нассау, во дворце Хет Лоо в Леувардене. В 1741 году Герман ван дер Мейн скончался во время кратковременной поездки в Англию.
Герман ван дер Мейн известен прежде всего своими портретами. Он писал также «цветочные» натюрморты, а также исторические полотна. Из его учеников следует назвать художницу Якобу Марию ван Никкелен. Все пятеро сыновей ван дер Мейна также стали живописцами.

## Галерея

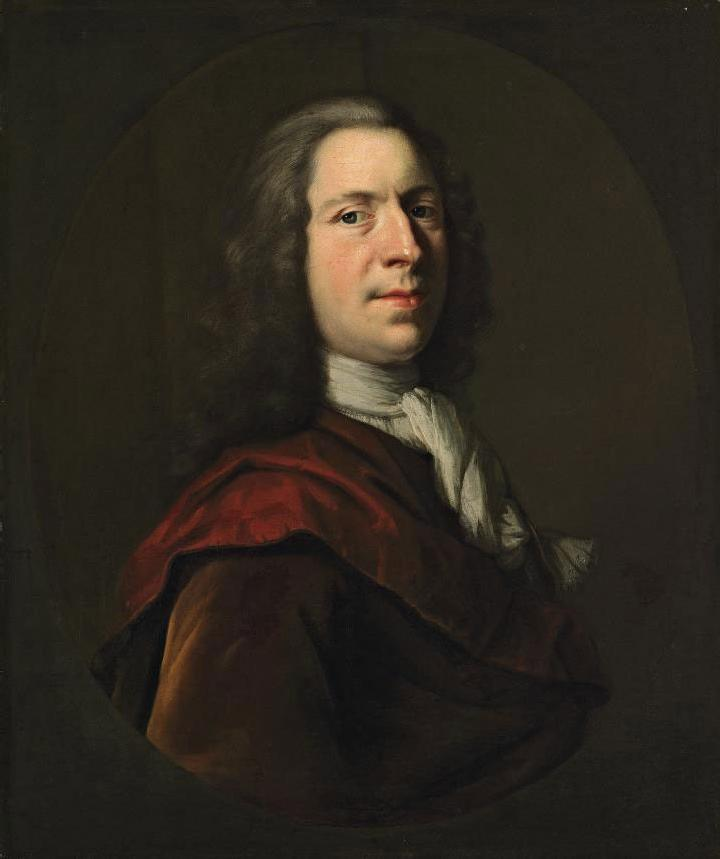
Анна Ганноверская, Портрет Германа ван дер Мейна.
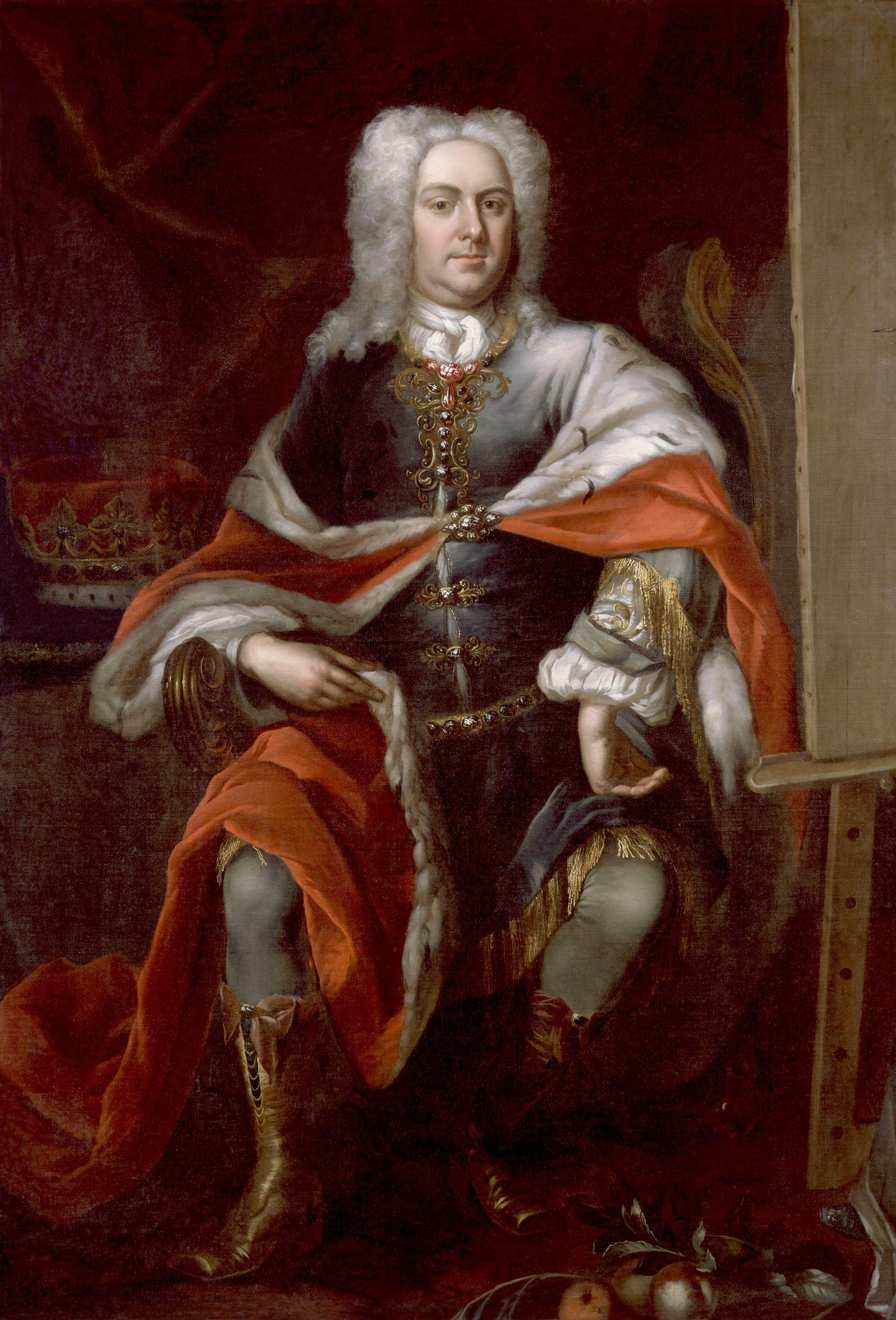
Портрет Джеймса Бриджеса, I -го герцога Чендоса
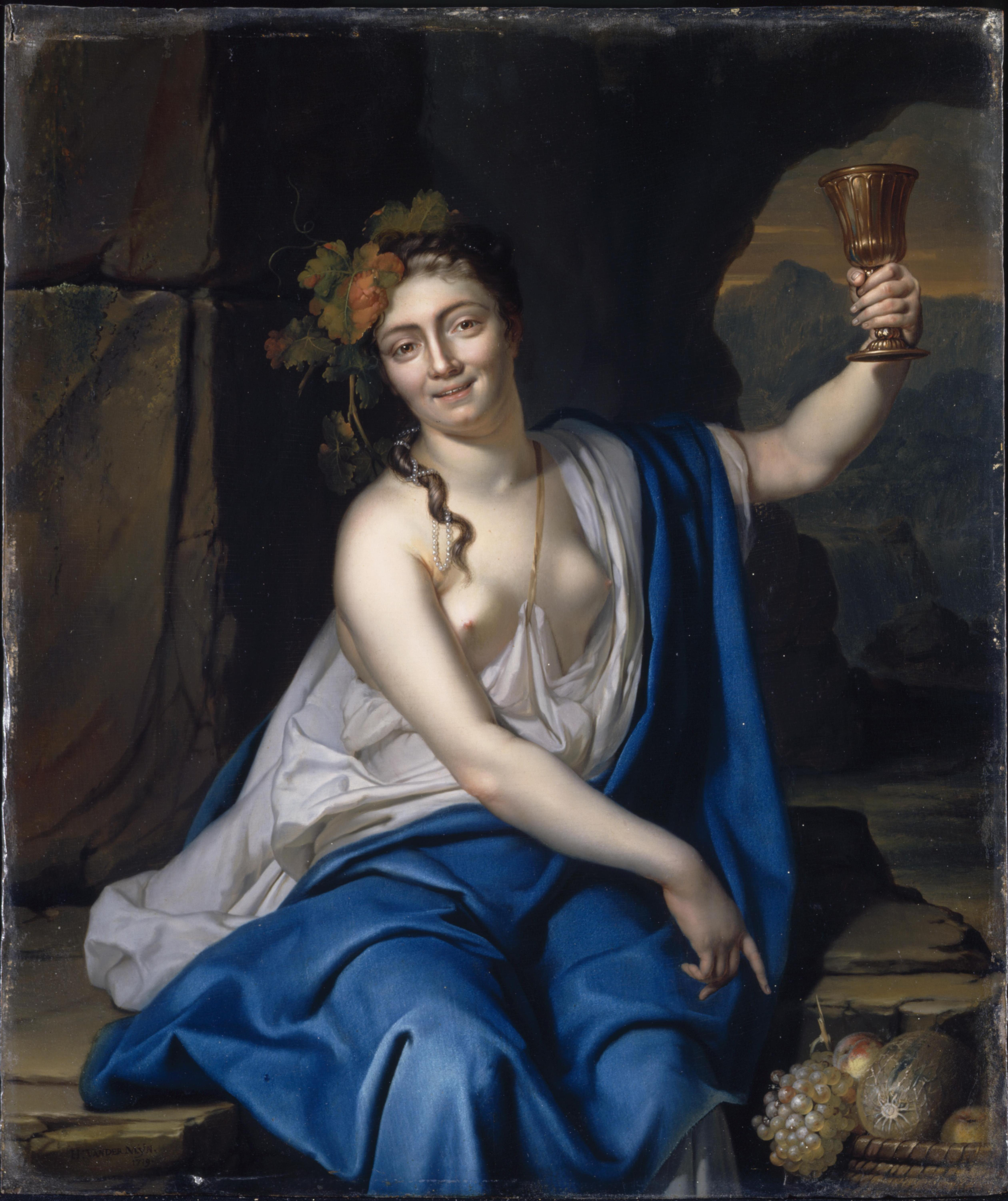
Женский портрет
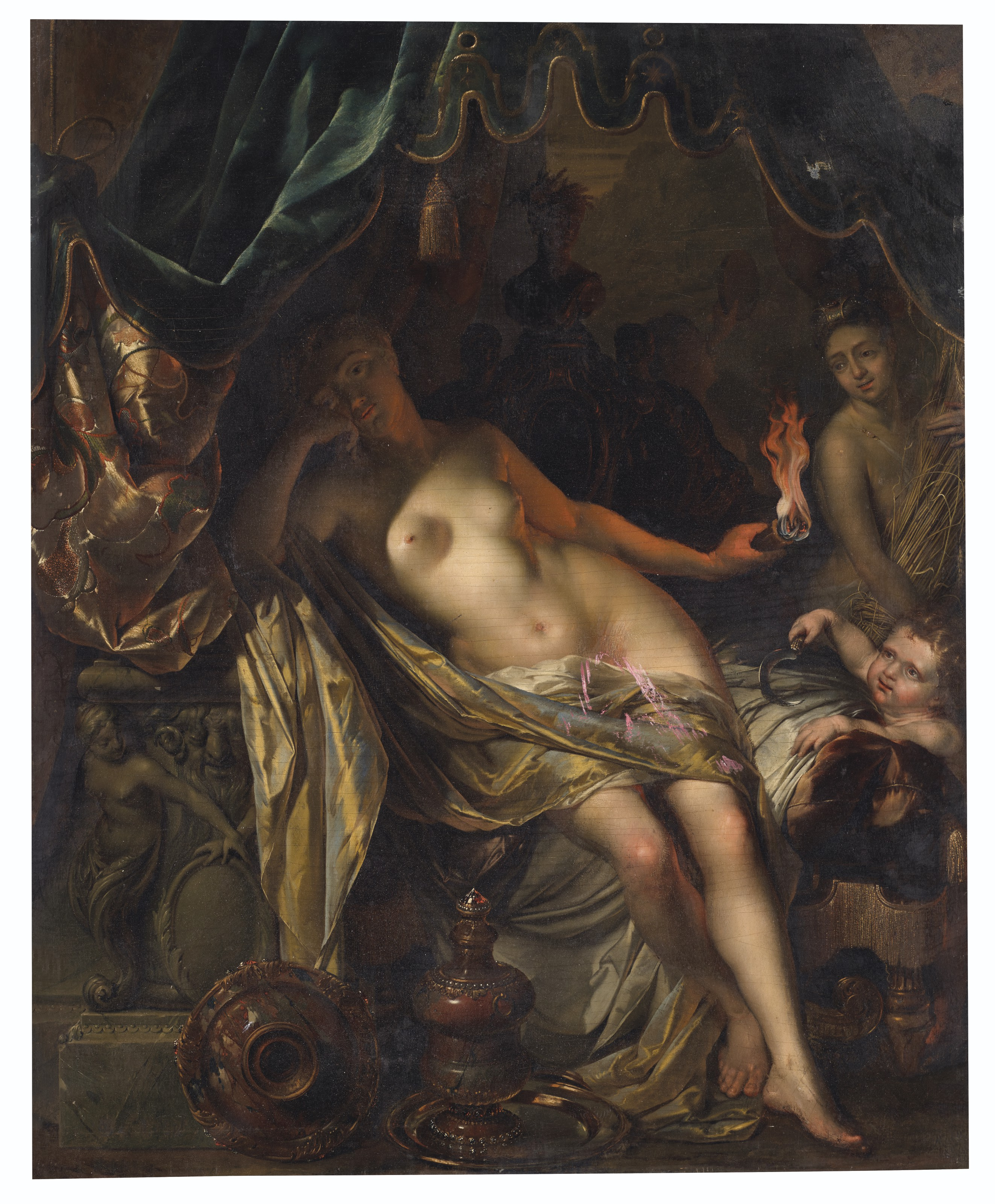
Венера и Церера
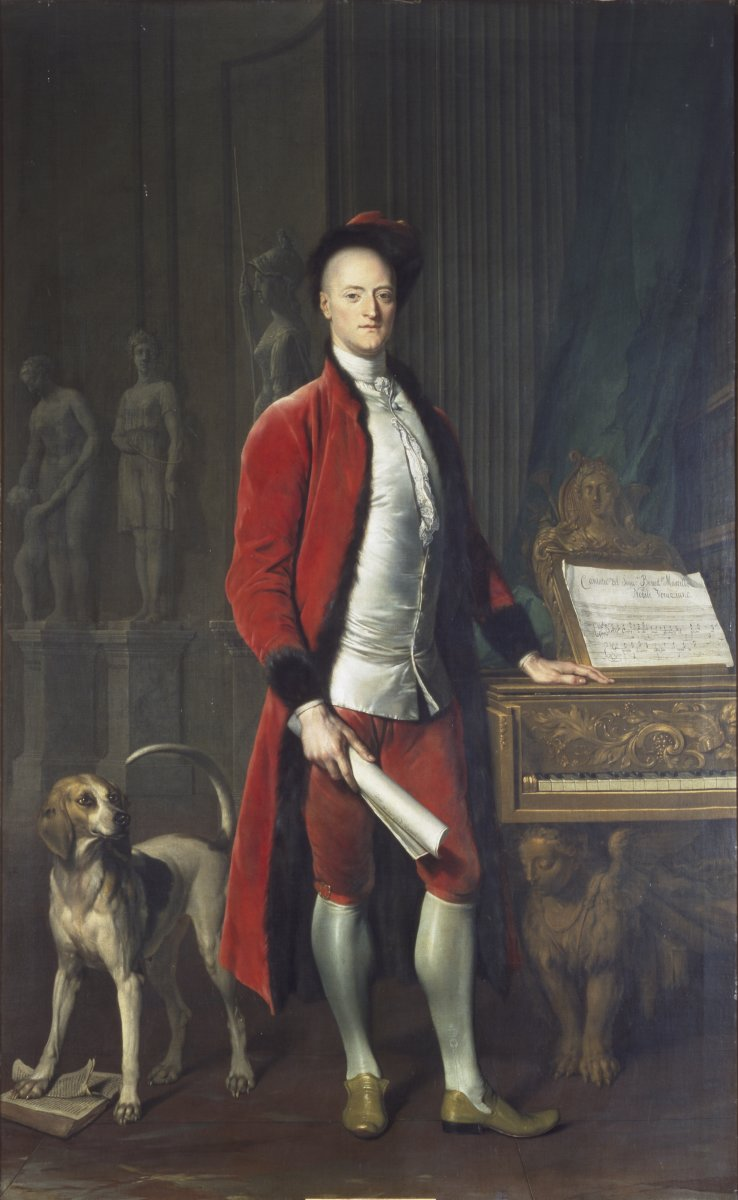
Портрет Кэрью Харви Мильдмая (1733)
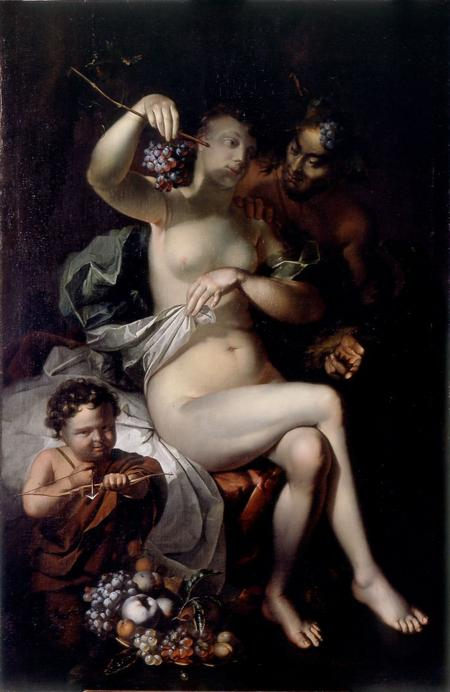
Венера, Юпитер и Амур (ок. 1712)
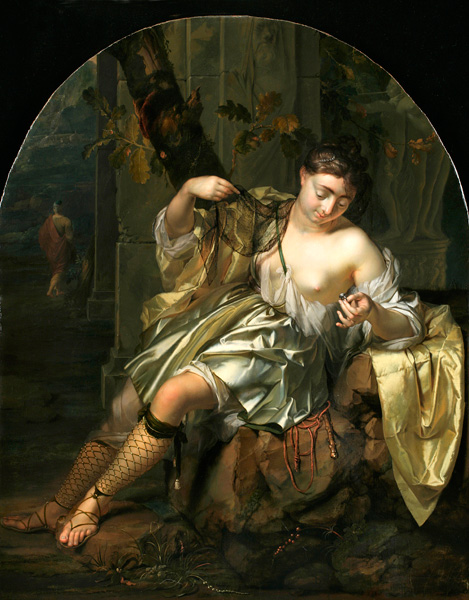
Фамарь
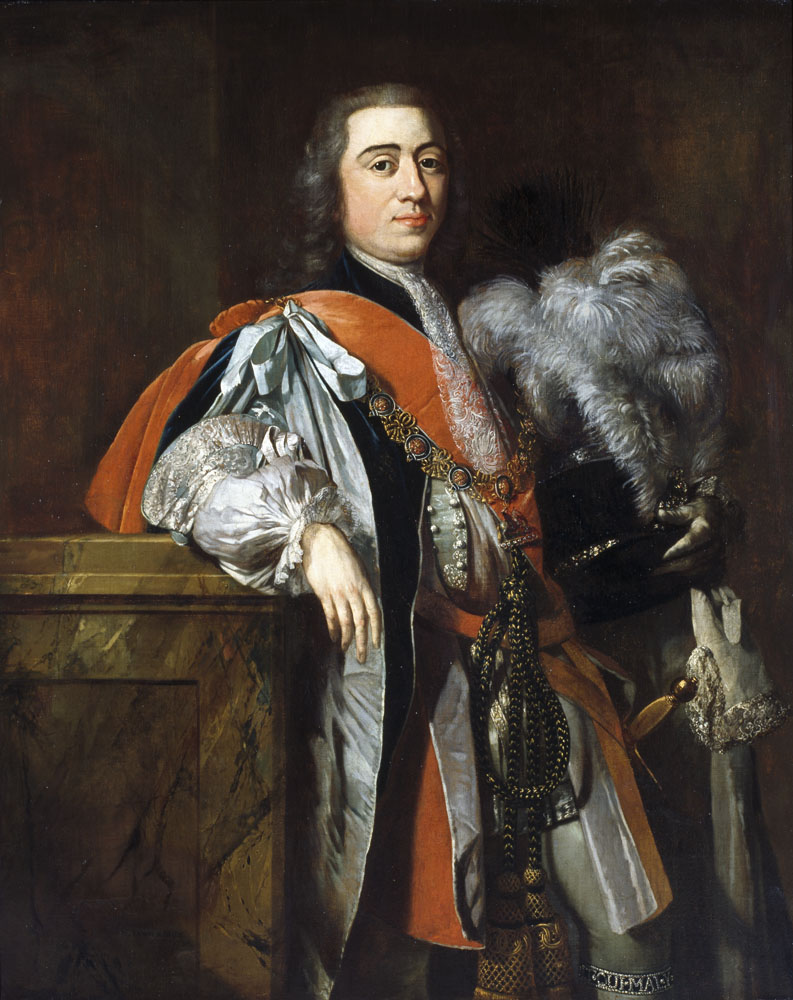
Портрет Вильгельма IV Оранского-Нассау

## Дополнения
- Биография. www.philipmould.com. Дата обращения: 23 июля 2023. на philipmould.com (на английском языке)
- Herman van der Mijn (англ.). rkd.nl. Дата обращения: 23 июля 2023.